# فرناند یاکارد
فرناند یاکارد (انگلیسی: Fernand Jaccard; ۸ اکتبر ۱۹۰۷ – ۱۵ آوریل ۲۰۰۸) بازیکن و مربی فوتبال اهل سوئیس بود.
از باشگاه‌هایی که در آن بازی کرده‌است می‌توان به باشگاه فوتبال لشو دو فوند و باشگاه فوتبال بازل اشاره کرد.
وی همچنین در تیم ملی فوتبال سوئیس بازی کرده‌است.